# Ярмаут-Порт (Массачусетс)
Ярмаут-Порт (англ. Yarmouth Port) — переписна місцевість (CDP) в США, в окрузі Барнстебел штату Массачусетс. Населення — 5403 особи (2020).

## Географія
Ярмаут-Порт розташований за координатами 41°42′25″ пн. ш. 70°13′16″ зх. д. / 41.70694° пн. ш. 70.22111° зх. д. (41.706920, -70.221117).  За даними Бюро перепису населення США в 2010 році переписна місцевість мала площу 16,74 км², з яких 15,59 км² — суходіл та 1,15 км² — водойми.

## Демографія
Згідно з переписом 2010 року, у переписній місцевості мешкало 5320 осіб у 2614 домогосподарствах у складі 1555 родин. Густота населення становила 318 осіб/км².  Було 3343 помешкання (200/км²).
Расовий склад населення:
| - 96,8 % — білих - 0,8 % — азіатів - 0,5 % — чорних або афроамериканців - 0,2 % — корінних американців |

До двох чи більше рас належало 1,0 %. Частка іспаномовних становила 1,2 % від усіх жителів.
За віковим діапазоном населення розподілялося таким чином: 13,3 % — особи молодші 18 років, 49,0 % — особи у віці 18—64 років, 37,7 % — особи у віці 65 років та старші. Медіана віку мешканця становила 58,5 року. На 100 осіб жіночої статі у переписній місцевості припадало 82,0 чоловіків;  на 100 жінок у віці від 18 років та старших — 80,1 чоловіків також старших 18 років.
Середній дохід на одне домашнє господарство  становив 83 237 доларів США (медіана — 61 715), а середній дохід на одну сім'ю — 107 419 доларів (медіана — 79 543). Медіана доходів становила 61 705 доларів для чоловіків та 54 293 долари для жінок. За межею бідності перебувало 5,6 % осіб, у тому числі 2,0 % дітей у віці до 18 років та 7,8 % осіб у віці 65 років та старших.
Цивільне працевлаштоване населення становило 2120 осіб. Основні галузі зайнятості: освіта, охорона здоров'я та соціальна допомога — 24,5 %, роздрібна торгівля — 15,2 %, науковці, спеціалісти, менеджери — 13,6 %, мистецтво, розваги та відпочинок — 13,3 %.